# Can Mèlich Club
Els Can Mèlich Club és un club esportiu català de la ciutat de Sant Just Desvern. es va fundar el 1964, des dels seus inicis va incorporar modalitats ludicoesportives com; l'esquaix el 1980, el fitnes (1987) o el pàdel (1990).